# イルミナティ (マーベル・コミック)
イルミナティ（Illuminati）は、マーベルコミックスの作品のシェアードユニバースに登場するスーパーヒーローの秘密結社である。その初登場はブライアン・マイケル・ベンディス脚本の『ニューアベンジャーズ』第7号（2005年7月）であり、その後ワンショット『ニューアベンジャーズ: イルミナティ』（2006年5月）で詳細な歴史が描かれた。紙面での初登場は2000年代であるが、作品世界では『アベンジャーズ』第89-97号（1971-1972年）で描かれたクリー・スクラル・ウォーの直後に結成されていたという設定である。

## メンバー
作者のベンディスはグループのメンバーについて次のように語っている。
彼らはマーベル・ユニバースの非常に特別なものたちの代表者である。
- ネイモアは海洋の支配者でアンチヒーロー思想の代表である。
- トニー・スタークはアベンジャー型のヒーローの代表で、政府と連携して活動できるという思想である。また、自然の超能力を備えていない普通の人間の代表である。
- リード・リチャーズは科学ベースのスーパーヒーローコミュニティの代表である。
- ブラックボルトはマーベルの歴史で重要な役割を担ったインヒューマンズの代表である。またネイモアと同じく支配者・王族でもある。
- ドクター・スティーヴン・ストレンジはマーベル・ユニバースの神秘・非科学的な分野の代弁者である。
- プロフェッサーXはミュータントコミュニティの代表である。

彼ら全員は、他者によって共有されない独特の視点と展望を持っている。

## 出版上の歴史
イルミナティはブライアン・マイケル・ベンディスが脚本を務めた『ニューアベンジャーズ』のセントリーのストーリーで初登場した。ベンディスは「シビル・ウォー」に先駆けて発売されたワンショット『ニューアベンジャーズ: イルミナティ』（2006年5月）でグループの歴史を膨らませた。さらにベンディスはブライアン・リードとの共同で全5号のリミテッドシリーズを執筆し、グループのさらに詳細な歴史を描いた。リミテッドシリーズの第1号は2006年12月、最終号は2007年11月に発売された。

### 『ニューアベンジャーズ』（2014年 - 現在）
マーベルNOW!の一環でリランチされた『ニューアベンジャーズ』誌はイルミナティが物語の中心となっている。

## グループの歴史

### 初の会合
クリーとスクラルの戦争に巻き込まれた地球が被害を受けた直後、アフリカの小国ワカンダにアイアンマン（アベンジャーズ代表）、ミスター・ファンタスティック（ファンタスティック・フォー代表）、ネイモア（アトランティス代表）、ブラックボルト（インヒューマンズ代表）、プロフェッサーX（X-メン代表）、ブラックパンサー（ワカンダ代表）、ドクター・ストレンジ（地球のソーサラーサプリーム）が集まった。アイアンマンは先の事件は各コミュニティのヒーロー同士が事前に協力し、情報を共有していれば防げたものであると述べ、次の大規模な攻撃に備えて全ヒーローを連合する代表団を作るべきであると主張する。他の出席者たちは連合の問題点を指摘して反対するが、今後もこの秘密会議を開いて将来の大規模な驚異に関して議論すべきであることには同意する。しかしながらブラックパンサーだけはイルミナティ参加を拒否し、彼らが独善的な態度で問題に取り組んだ末に全員の意見が一致しなかった場合の危険性を指摘した。

### スクラル帝国
クリー・スクラル・ウォーの終結後、イルミナティはスクラルの故郷へと向かい、二度と地球に手を出さないように警告するが、捕まってしまう。その後アイアンマンの活躍によりイルミナティは脱出するが、スクラルは彼らの遺伝子や技術を分析し、行動から情報を収集する。スクラル帝国が編集したデータを利用する間、イルミナティは更なる攻撃が不可避であると認識する。ブラックボルトのクローンとリチャーズの技術を使うことにより、スクラルはスーパーヒーローに気づかれずに擬態する方法を編み出した。

### プライドとの戦い
トニー・スタークがオバディア・ステインによって自身の会社を乗っ取られ、ロサンゼルスに追いやられていた頃、イルミナティは彼を救済しようとしたが、ネイモアは彼が自力でその状況を打破するべきであると主張する。スタークじゃ後にスーパーヒーローチームのランナウェイズとなる者たちの親たちにより構成される犯罪組織プライドに遭遇し、彼らがグライボリムと関わっていることを知るとドクター・ストレンジに連絡した。その後駆けつけたイルミナティによりプライドは倒されて逮捕される。スタークは町を去る際、もしも今後プライドが復讐をするならばイルミナティがまた現れると警告した。

### マーベルボーイ
イルミナティは刑務所に収監されているクリーの戦士ノォ・ヴァアと面会する。彼らはその能力を使って彼を洗脳するよりも説得するべきであると結論づけていたのであった。彼らはキャプテン・マーベル（故人・クリー出身）のことを伝え、地球を守る活動をするようにノォ・ヴァアの説得を試みる。

### セントリー
アイアンマンはラフト刑務所からの集団脱獄事件をきっかけに新しいアベンジャーズが結成されたことをイルミナティに報告し、そして議題はセントリーへと移る。イルミナティ全員がセントリーのことを覚えていなかったが、ミスター・ファンタスティックは彼に関するファイルを発見し、またプロフェッサーXは記憶が改ざんされていることを指摘する。ミスター・ファンタスティックはファイルを利用し、彼に行われたことの逆をする手伝いをする。事件解決後、アイアンマンはアベンジャーズがセントリーに対して責任を負うとイルミナティに宣言するも、最近のアベンジャーズの動向についての質問には誤魔化して答えた。

### ハルク追放
S.H.I.E.L.D.長官であるマリア・ヒルは先日ラスベガス壊滅事件を起こしたハルクの件でアイアンマンに相談した。アイアンマンはイルミナティでハルク問題を議題にかけ（プロフェッサーXは欠席）、その結果彼を宇宙の彼方へ追放する案が浮かび上がった。この計画に唯一異議を唱えたのはネイモアであった。彼は地球から盟友を追放する権利は彼らには無いと主張し、また彼らがブルース・バナーの治療のためにその能力を最大限に発揮しなかったことを指摘した。他の4人が計画への賛成を表明するとネイモアはアイアンマンと衝突した。去り際に彼はブラックパンサーの指摘は正しかったと述べ、そしてハルクがいずれ正当な復讐を果たすために戻ってくることを予測した。

### 登録法とロード・トゥ・シビル・ウォー
アイアンマンは超人登録法の通過が迫っていることを知らせるため、前回を最後の会合にすると決めていたにもかかわらず、イルミナティの面々（「M-デイ」以降行方不明となっているプロフェッサーX以外）を呼び寄せた。彼は最近の大事件がすべての超能力者やグループへの世間の不信を招いていると述べ、そしてヒーローの一部の間違った行動が惨事を引き起こすと予見する。
「ある一人のヒーローが…おそらく若者だ。ヤング・アベンジャーズやロスの同類の一人だろう…能天気で調子づいた、そんな若者が、善意から過ちを犯す。誰かを助けようとして英雄的な行動を取るも、彼は些細なミスをする。右を向くべき時に左を見たとかだ…結果、大勢が傷つき、あるいは死ぬ…事件はTV中継中に起きる。さもなくばビデオに撮られ、ロドニー・キングのように、繰り返し放送される…世界中にだ。やがて…潜伏していた不満が沸騰し始め…この機に乗じて名を上げたい政治家がTVで持論を披露する。彼は、コスチュームを着た人間が法の外に身を置く現状を非難し、自分達こそがそうした輩から世界を守っているのだとうそぶく事だろう。我々の半分は世論に従い、残り半分は逆らう。些細とはいえ、反乱は反乱だ。施政者は生贄を求めるだろう。標的はスパイダーマンのような…世間に強い衝撃を与える人間だ。TVでマスクを脱げる、過程を犠牲にできる人間、いくばくかの罪状を負わせられる誰かだ…TVは世界中に見せつけ…国は決裂する。誰もが選択を迫られ、傷つく。友が互いに牙を剥く。一方で、仇敵は共通の利害のために同盟を結ぶだろう。チームメイトが仲間を手にかける。これが未来だ」
法案が成立すればヒーロー間での戦争が生じ、莫大な被害を生む可能性がある。それを避けるためにアイアンマンは自分たちがスーパーヒーローの代表者となり、法案を支持すべきであるとメンバーに解いた。ネイモアはアトランティスには無関係であるとして立ち去り、ドクター・ストレンジとブラックボルトは原則同意せず、唯一ミスター・ファンタスティックのみが明確に支持を表明した。

### インフィニティ・ガントレット
ミスター・ファンタスティックはインフィニティ・ジェムズを収集途中であり、それを全て揃えたい意向を他のメンバーたちに明かす。無事に6つが集まるとミスター・ファンタスティックはジェムの破壊を試みるが失敗する。この失敗と、ウォッチャーのウアトゥからの叱責を受け、イルミナティは2度とジェムが集まって使われることがないようにそれぞれが1つずつ隠し、管理することを決定した。

### シビル・ウォー
「シビル・ウォー」の際にイルミナティはグループとして行動を起こさず、アイアンマンとミスター・ファンタスティックは登録法に賛成し、アメリカ合衆国政府及びS.H.I.E.L.D.と協力関係となった。ドクター・ストレンジは内戦には関与せず、瞑想と断食を行っていたが、終戦後は登録せずに地下活動を行っていたニューアベンジャーズに加わった。ブラックボルトとインヒューマンズも内戦の外に居たが、その一方で独自にアメリカ合衆国との冷戦を始めた。ネイモアもまた当初は参戦を拒否していたが、スタンフォードの事件でのネイモリータの死への復讐やキャプテン・アメリカからの要請により最終決戦で反対派に助力した。またこの当時プロフェッサーXは地球に不在であった。

### ワールド・ウォー・ハルク
「シビル・ウォー」の最中、リードはハルクが目的の惑星に到着していなかったことをアマデウス・チョから聞かされ、そして以前にネイモアが警告したとおり、ハルクは最終的にイルミナティへの復讐のために地球への帰還を果たす。ハルクはたどり着いていた惑星で王となっていたが、乗せられた宇宙船の爆発で妻と100万の民を失っていたのであった。ハルクはまずはじめに月面でブラックボルトを倒す。その後ハルクはニューヨークで3人のイルミナティに24時間の制限時間を与えると、もしも追放会議に参加していたら賛成票を投じていたと思われるプロフェッサーXのもとへ向かった。彼はX-MENと戦ったが、「M-デイ」によるミュータント人口減少で苦しんでいることを知ると復讐を止めて去った。その後マンハッタンへと戻ったハルクは新型のハルクバスター・アーマーを装着したアイアンマンを破り、スターク・タワーを破壊する。さらにハルクはブラックパンサーとストームが加勢したファンタスティック・フォーとドクター・ストレンジも倒した。
ハルクは捕らえたイルミナティの面々に服従ディスクを装着し、マディソン・スクエア・ガーデンに建てた闘技場で戦い合うことを強要した。だが最終的にハルクはイルミナティを殺さず、ただ裁きを与えた方だけであることを明かした。その後ハルクはやってきたセントリーとの戦いの末、力を使い果たしてブルース・バナーの姿に戻り、そして宇宙船の爆発は彼を「ワールドブレイカー」に仕立て上げたかったミークの仕業であったことが明らかとなる。再びハルク化したバナーはスタークの衛星兵器によって倒される。
イルミナティで唯一ハルクの宇宙追放に反対していたネイモア は彼の復讐から免れ、一連の事件には関与しなかった。

### シークレット・インベージョン
アイアンマンはエレクトラに化けたスクラルの遺体を見せるためにイルミナティを再招集した。彼はスクラルによる極秘の地球侵略が始まり、その原因はイルミナティが過去にスクラルの故郷に行ったことにあると感じており、そしてブラックボルトに化けていたスクラルが正体を表すことでそれが証明される。他のメンバーたちは辛くも偽ブラックボルトとその仲間2人を倒し、他のスクラルを見つけ出して叩く計画を立てようとするが、お互いを信用できない彼らは断念した。

### フッドとの戦い
イルミナティは結成時メンバーのアイアンマン、ミスター・ファンタスティック、ドクター・ストレンジ、プロフェッサーXにより再結成される。またアスガルド包囲事件以来パワーを失っているフッドがインフィニティ・ジェムを狙っていることを知ったメデューサが当時不在であった夫のブラックボルト に代わってグループに加わった。フッドが敗れた後、ブラックボルトが所有していたジェムは新たにイルミナティのメンバーとなったスティーヴ・ロジャースの管理下に置かれた。

### AVX
アベンジャーズとX-MENの戦争の際、キャプテン・アメリカはフェニックス・フォースの力を得たネイモアと話し合うためにイルミナティを招集するが、プロフェッサーXはテレパシーで他メンバーの心を読んで自分を責めていることを知って激怒し、ミスター・ファンタスティックはフェニックス・ファイブの行動が間違っていないと考え、またドクター・ストレンジとアイアンマンはネイモアは出席しないと考えたため、会議はすぐに解散となった。4人が去った後にネイモアが会議室に現れるとキャプテン・アメリカは彼への説得を試みた。しかしネイモアはキャプテン・アメリカを友人、そして仲間として尊敬するが要求は飲めないと述べた。

### ユニバースの衝突
ブラックパンサーはマーベル・ユニバース全体を揺るがす驚異の存在を知ると元メンバーのブラックボルトを含むイルミナティを呼び寄せた。また後にアベンジャーズとX-MENの戦争の際に死亡したプロフェッサーXに代わってミュータントの科学者のビーストが新たに加わった。会議の前、ブラックパンサーは以前にワカンダの民数千人を死亡させてしまったネイモアを個人的に呼び出し、この事件が解決した後には彼を殺害すると宣言した。
議論の末、キャプテン・アメリカは以前に集めたインフィニティ・ガントレットを使用してユニバース同士の衝突現象を食い止めようとする。しかしながらその過程で5つのインフィニティ・ジェムは砕け散り、残り1つのタイム・ジェムは何処かへと消失してしまう。その後イルミナティが自身らの地球を救うために世界破壊兵器を作り上げてその使用を検討し始めると、唯一キャプテン・アメリカだけが反対の姿勢を見せた。キャプテン・アメリカの考えはアイアンマンによって予想されており、事前に準備していたドクター・ストレンジの魔術によって彼はイルミナティ関係の記憶を消去されて追放された。
その後もユニバース同士の衝突現象「インカージョン」は続き、イルミナティはグレート・ソサエティというヒーローチームが住む地球と直面した。グレイト・ソサエティとの戦いの後、ブラックパンサーは反物質爆弾で彼らの世界の破壊を試みるが、結局は大量殺人を犯すことができないと考え、思いとどまった。しかしながらその直後、ネイモアが爆弾のスイッチを奪い取って起動し、結果、彼はイルミナティを追放となった。その後ネイモアはインカージョン対策のためにヴィランを集めて新たなカバルを結成し、平行世界の破壊を続けた。
「オリジナル・シン」事件の際、ウォッチャーのウアトゥが殺害され、彼の眼球を掲げたオーブによって数々の秘密が暴露されると、キャプテン・アメリカはイルミナティを追放されたことを思い出した。キャプテン・アメリカとアベンジャーズがタイム・ジェムによって未来に飛ばされた後、キャプテン・アメリカはイルミナティが逮捕されるだろうと発表した。
カバルは地球を守るという目的は達していたものの、ネイモアはそのためにヴィランたちが繰り広げる虐殺行為を目の当たりにし、精神的に疲労していた。彼はイルミナティと手を組み、カバルが次の地球を破壊する際に彼らを倒そうと考えるが、ブラックパンサーとブラックボルトによってカバル共々置き去りにされた。

### タイム・ランズ・アウト
8ヶ月後、アベンジャーズはS.H.I.E.L.D.と手を組んでイルミナティを逮捕するために動いていた。イルミナティにはネイモアが抜けた後にアマデウス・チョ、キャプテン・ブリテン、ハンク・ピムが加わっており、地球を守るために手段を選ばず、アベンジャーズと対立していた。

## ロースター

### 結成メンバー
| キャラクター                 | 本名                     | 加入                                       | 備考                                     |
| ---------------------------- | ------------------------ | ------------------------------------------ | ---------------------------------------- |
| アイアンマン                 | アンソニー・スターク     | 『ニューアベンジャーズ』第7号（2005年7月） | 発起人、アベンジャーズの共同リーダー兼任 |
| ミスター・ファンタスティック | リード・リチャーズ       | 『ニューアベンジャーズ』第7号（2005年7月） | ファンタスティック・フォーのリーダー兼任 |
| ドクター・ストレンジ         | スティーヴン・ストレンジ | 『ニューアベンジャーズ』第7号（2005年7月） | 地球のソーサラー・スプリーム             |
| ネイモア・ザ・サブマリナー   | ネイモア・マッケンジー   | 『ニューアベンジャーズ』第7号（2005年7月） | アトランティスの王                       |
| ブラックボルト               | ブラッカガー・ボルタゴン | 『ニューアベンジャーズ』第7号（2005年7月） | インヒューマンズの王                     |
| プロフェッサーX              | チャールズ・エグゼビア   | 『ニューアベンジャーズ』第7号（2005年7月） | 『Avengers vs. X-Men』第11号で死亡       |

### 後の参加者
| キャラクター         | 本名                                   | 加入                                                 | 備考 |
| -------------------- | -------------------------------------- | ---------------------------------------------------- | --- |
| ブラックパンサー     | ティチャラ                             | 『ニューアベンジャーズ』（第3期）第1号               | 結成時に勧誘されるが、意見の相違への危険性を理由に辞退する。ワカンダの王                                                 |
| ドク・グリーン       | ブルース・バナー                       | 『アベンジャーズ』（第5期）第28号（2014年4月）       | ブルース・バナーとしては天才科学者、ドク・グリーンとしては怒れるモンスター。                                             |
| キャプテン・アメリカ | スティーヴ・ロジャース                 | 『アベンジャーズ』（第4期）第12号                    | 『ニューアベンジャーズ』（第3期）第3号で離脱。アベンジャーズ・ユニティ・スクアッドのメンバー兼アベンジャーズのリーダー。 |
| メデューサ           | メドゥサリス・アマクェリン・ボルタゴン | 『アベンジャーズ』（第4期）第8号                     | 『アベンジャーズ』（第4期）第12号で離脱。インヒューマンズの女王でフューチャー・ファウンデーションのメンバー。            |
| ビースト             | ヘンリー・"ハンク"・マッコイ           | 『ニューアベンジャーズ』（第3期）第3号               | プロフェッサーXに代わって加入。X-メンのメンバー。                                                                        |
| キャプテン・ブリテン | ブライアン・ブラドック                 | 『ニューアベンジャーズ』（第3期）第24号（2014年9月） | マルチバースの守護者であるキャプテン・ブリテン・コーズのメンバー。                                                       |
| アマデウス・チョ     | アマデウス・チョ                       | 『ニューアベンジャーズ』（第3期）第24号（2014年9月） | マスターマインド・エクセロ。世界で十指に入る天才。                                                                       |
| イエロージャケット   | ヘンリー・ジョナサン・"ハンク"・ピム   | 『ニューアベンジャーズ』（第3期）第24号（2014年9月） | 地球のサイエンティスト・サプリーム。                                                                                     |

## 他のバージョン

### MCU版
『ドクター・ストレンジ/マルチバース・オブ・マッドネス』
"アース838"のイルミナティ。
メンバー
バロン・カール・モルド/マスター・モルド
演 - キウェテル・イジョフォー | 日本語吹替 - 小野大輔
イルミナティの代表者。
チャールズ・エグゼビア / プロフェッサーX
演 - パトリック・スチュワート | 日本語吹替 - 麦人
ペギー・カーター/キャプテン・カーター
演 - ヘイリー・アトウェル | 日本語吹替 - 園崎未恵
リード・リチャーズ/ミスター・ファンタスティック
演 - ジョン・クラシンスキー | 日本語吹替 - 星野貴紀
ブラッカガー・ボルタゴン / ブラックボルト
演 - アンソン・マウント | 日本語吹替 - 不明
マリア・ランボー/キャプテン・マーベル
演 - ラシャーナ・リンチ | 日本語吹替 - 花藤蓮
元メンバー
スティーヴン・ストレンジ / スプリーム・ストレンジ
演 - ベネディクト・カンバーバッチ | 日本語吹替 - 三上哲
サノスとの戦いの中、ダークホールドを使用しドリームウォークによってインカージョンを引き起こしたことにより粛清された。
警護
ウルトロン・セントリー
声 - ロス・マーカンド | 日本語吹替 - 武田太一(警備長)、松田裕市(衛兵)
モルド以外のメンバーはワンダ・マキシモフ/スカーレット・ウィッチによって殺害された。

### アース231
この世界ではミスター・ファンタスティックによって他のイルミナティのメンバーは殺害される。

### アース976
この世界のイルミナティは、アイアンマン、ミスター・ファンタスティック、ネイモア、ブラックボルト、ドクター・ドゥーム、マグニートーによって構成された。ドクター・ドゥームとマグニートーがイルミナティのメンバーであったために超人登録法とイニシアティブ計画は正常に実施された。

### アース2319
この世界のイルミナティは、ミスター・ファンタスティック、ドクター・ドゥーム、ブラックパンサー、イエロージャケット、キャプテン・ブリテン (ベッツィ・ブラドック)、キャプテン・ブリテン (ブライアン・ブラドック)、アイアンマン、エマ・フロストにより構成された。彼らと彼らの世界はインカージョンの際にマップメーカーによって滅ぼされた。  

### アース23099
この世界のイルミナティは、ミスター・ファンタスティック、アイアンマン、プロフェッサーX、シュリ、ブラックパンサー、ブラックボルト、マグニートー、マー・ベルより構成された。彼らと彼らの世界はインカージョンの際にブラックプリースツによって滅ぼされた。

## 派生チーム

### カバル(The Cabal)
"シークレット・インベージョン"で権力を握ったノーマン・オズボーン / アイアンパトリオットが各方面のスーパーヴィランを収集。
別名：ダーク・イルミナティ (Dark Illuminati)
メンバー
ノーマン・オズボーン / アイアンパトリオット
発起人でありリーダー。
エマ・フロスト
X-MENのリーダーかつ「ヘルファイヤークラブ」の元リーダーでミュータント界隈に顔が利き、テレパスも有用だったため。
会合への参加は内部潜入のためで、監禁されていたプロフェッサーXを救出し、離脱。
パーカー・ロビンス / ザ・フッド
キングピンの後、人間の暗黒街の実験を握り、B級ヴィランたちのリーダーとなる。
率いていた犯罪シンジゲートを利用するために加入。シージ最終決戦にて敗走。
ヴィクター・フォン・ドゥーム / ドクター・ドゥーム
ラトベリア及びオカルト界の代表。
シージ決戦の前にオズボーンと対立、脱退する。
ネイモア・ザ・サブマリナー
アトランティス代表。
盟約を交わしていたエマに従い、脱退。X-MENの側につく。
ロキ
アスガルド代表及び魔界代表。
シージ最終決戦にてアスガルドの崩壊を目の当たりにし、ヒーロー陣営に協力する。
追加メンバー
タスクマスター
後に会合に招かれるが、シージ中に離脱。
ノーマンが"ダークアベンジャーズ"のヴォイドを抑止力に統制、ヒーローたちと抗争を繰り広げていたが、X-MENとの二重スパイであったフロストが離反。更にドゥームと対立し、解散となった。

#### New Avengers vol.3
後にネイモアがサノスとその配下"ブラック・オーダー"を集めて再結成。インカージョンを防ぐという目的はヒーローたちと同じだったが、サノスたちが相手の宇宙の破壊も厭わない手法を採ったため、ネイモアがイルミナティに離反、瓦解した。
メンバー
ネイモア・ザ・サブマリナー
発起人でありリーダー。
サノス
イルミナティに囚われていた。
コーヴァス・グレイヴ
元ブラックオーダー、サノスと共に囚われていた。
プロキシマ・ミッドナイト
元ブラックオーダー、サノスと共に囚われていた。
テラックス
インカージョンによって破壊された地球の生き残り、イルミナティに囚われていた。
マキシマス
インヒューマン、天才的頭脳の持ち主。